# Luis Bernaola
Luis Bernaola Churruca (Marquina-Jemein, 5 de octubre de 1903 - Bilbao, 17 de octubre de 1981) fue un economista y sacerdote jesuita español. Fue una persona clave en el desarrollo de la Facultad de Ciencias Económicas y Empresariales de la Universidad de Deusto, más conocida como «La Comercial de Deusto».

## Biografía
Licenciado en Economía por la Universidad de Deusto, empezó a trabajar en México, en la fábrica textil de San Luis de Potosí, en 1926. En 1927 entró a trabajar al Banco de Vizcaya. En 1929 entró como socio en una firma de coloniales donostiarra. En 1931 ingresó en la Compañía de Jesús, cursando estudios en Oña y Marneffe. Se ordenó sacerdote en 1939. En 1941 entró a formar parte de la Universidad de Deusto, dirigiéndola hasta su jubilación en 1974, siendo una figura clave en su desarrollo. Presidió en Instituto Internacional de Dirección de Empresas.

## Distinciones
- Gran Cruz de Alfonso X el Sabio
- Gran Cruz de la Orden del Mérito Civil